# Taram et le Chaudron magique
Pour l’article homonyme, voir Taram et le Chaudron magique (album).
Série Classiques d'animation Disney
Rox et Rouky
(1981) Basil, détective privé
(1986)
Pour plus de détails, voir Fiche technique et Distribution.
Taram et le Chaudron magique (The Black Cauldron) est le 32e long-métrage d'animation et le 25e « Classique d'animation » des studios Disney. Sorti en 1985, il s'inspire du deuxième tome des Chroniques de Prydain de Lloyd Chudley Alexander, parues entre 1964 et 1970.
Avec un budget de 44 millions de dollars, c'est le film d'animation le plus cher jamais réalisé à l'époque. Mais en raison de son contenu sombre inhabituel pour un long-métrage d'animation Disney, il reçoit un accueil mitigé de la part de la critique et connaît un échec commercial, ne récoltant que 21 millions de dollars de recettes et mettant en péril l'avenir du département animation du studio. Cette expérience conduit Disney à réaliser ensuite un nouveau film d'animation plus traditionnel, Basil, détective privé (1986).

## Prologue

### Prologue du premier doublage francophone
« Au pays légendaire de Prydain, on raconte : il était une fois un roi si méchant et si cruel que même les dieux le redoutaient. Nulle prison ne pouvait le retenir captif , aussi fût-il jeté vivant dans un creuset de métal en fusion. Ainsi , eut en raison de son âme démoniaque qui prit la forme d'un grand chaudron. Pendant des siècles et des siècles , ce chaudron resta caché attendant son heure , car de méchants hommes le cherchaient. Sachant que celui qui le posséderais aurait le pouvoir de ramener à la vie une armée d'invincibles guerriers et grâce à eux de régner sur le monde. »

### Prologue du second doublage francophone
« À en croire la légende, au cœur du royaume de Prydain, il était une fois un roi si cruel et si maléfique que même les dieux le craignaient. Aucune prison ne pouvant le retenir, il fut brûlé vif dans un creuset empli de métal en fusion où son esprit démoniaque fut à jamais figé sous la forme d'un immense chaudron magique.

Durant des siècles, le chaudron magique demeura dans l'ombre patiemment mais des hommes malveillants le recherchaient. Celui d'entre eux qui le découvrirait aurait le pouvoir de ressusciter une armée de guerriers d'outre-tombe grâce auxquels il se rendrait maître du monde. »

## Synopsis
Dans la petite ferme de l'enchanteur Dalben, Taram, un jeune valet de ferme, souhaite devenir guerrier. Dalben apprend grâce au don divinatoire de la truie Tirelire que le Seigneur des Ténèbres recherche le chaudron magique pour ressusciter une armée de morts-vivants. L'enchanteur craint que le Seigneur des Ténèbres essaye de kidnapper le cochon afin d'utiliser ses pouvoirs pour localiser le chaudron. Il demande à Taram d'emmener Tirelire dans un chalet secret à la limite de la Forêt Interdite. Malheureusement, sur la route, à cause de la négligence et de la rêverie du garçon, le cochon se fait enlever par les vouivres du Seigneur des Ténèbres. Taram les suit jusqu'à la forteresse du Seigneur. Sur le chemin, il rencontre Gurki, une petite créature poilue. Taram se faufile dans le château, laissant Gurki dans la forêt. Il réussit à faire s'évader Tirelire, mais le jeune garçon se fait rattraper et est jeté au cachot.
Une autre captive, la princesse Eilonwy, aide Taram à s'échapper de sa cellule. Tous deux s'engagent dans les catacombes du château à la recherche d'une sortie, et découvrent dans la chambre funéraire d'un roi, une épée magique qui aidera Taram à vaincre les sbires du Seigneur des Ténèbres. Ils rencontrent un troisième prisonnier, le barde Ritournelle, qui possède une lyre magique dont les cordes se rompent à chaque fois qu'il ment. Puis, réussissant à s'enfuir du château, ils rejoignent Gurki dans la forêt. Quand le Seigneur des Ténèbres apprend que Taram s'est évadé, il ordonne à son serviteur monstrueux, le dénommé Crapaud, d'envoyer ses vouivres à sa poursuite.
À la recherche de Tirelire, les quatre héros atterrissent dans le royaume souterrain des Elfes, un groupe de petites créatures féeriques qui leur révèlent que Tirelire est sous leur protection. Le roi des Elfes, le Roi Bedaine, leur apprend qu'il sait où se trouve le chaudron magique. Guidé par le bras droit du roi, Ronchon, Taram se rend, accompagné de ses amis, dans les marais de Morva pour le détruire tandis que les petits êtres raccompagnent Tirelire chez Dalben.
Au marais, ils apprennent que le chaudron est détenu par trois sorcières, Grièche, Griotte et Goulue. Grièche propose de donner le chaudron en échange de l'épée de Taram, ce qu'il accepte. Avant de disparaître, les trois sorcières révèlent que le chaudron est indestructible et que son pouvoir ne peut être brisé que par quelqu'un qui de sa seule volonté doit se glisser à l'intérieur, ce qui le tuera. Il semble donc que Taram ait échangé son épée et ainsi renoncé à son rêve de devenir un grand guerrier pour rien. Dépité, Taram se sent stupide, mais ses compagnons croyant toujours en lui, essayent de lui redonner courage. Ils sont interrompus par les soldats du Seigneur des Ténèbres, qui saisissent le chaudron et enlèvent tout le monde excepté Gurki. Le soldats les retiennent à nouveau prisonnier dans le château. Le Seigneur des Ténèbres utilise le chaudron et ressuscite ainsi son armée.
Gurki parvient à libérer les captifs, Taram décide de se sacrifier et se jeter dans le chaudron mais Gurki l'arrête et saute à sa place. L'armée de morts-vivants s'effondre et quand le Seigneur des Ténèbres voit Taram, il comprend ce qui s'est passé, menaçant de le jeter lui et ses compagnons dans le chaudron. Cependant, la magie du chaudron devient incontrôlable et le Seigneur est aspiré dans un torrent de feu et de sang, provoquant la destruction du château. Les sorcières viennent récupérer le chaudron, maintenant sans pouvoir. Elles proposent de redonner l'épée en échange, mais Taram demande de faire revivre Gurki à la place. Bien que réticentes, elles acceptent et Gurki revient à la vie. Les quatre amis retournent chez Dalben où l'enchanteur les regarde dans une vision créée par Tirelire. Dalben loue Taram pour son héroïsme en dépit du fait qu'il préfère rester valet de ferme.

## Fiche technique
- Titre original : The Black Cauldron
- Titre français : Taram et le Chaudron magique
- Réalisation : Ted Berman et Richard Rich, assistés de Randy Paton, Mark H. Hester et Terry L. Noss
- Scénario : David Jonas, Vance Gerry, Al Wilson, Roy Morita, Peter Young, Art Stevens, Joe Hale, Ted Berman et Richard Rich d'après Lloyd Alexander
  - scénario additionnel : Melvin Shaw
- Dialogues additionnels : Rosemary Anne Sisson et Roy Edward Disney
- Conception graphique :
  - Direction artistique : Mike Hodgson
  - Cadrage (Layout) : Don Griffith, Dave Hansen, Glen V. Vilppu, Guy Vasilovich et William Frake III
  - Stylisme couleurs : James Coleman, Sylvia Roemer
  - Décors : Brian Sebern, Donald Towns, Tia Kratter, John Emerson, Lisa Keene et Andrew Phillipson
  - Conception des personnages : Andreas Deja, Mike Ploog, Al Wilson, David Jonas et Phil Nibbelink
  - Mise au propre (Clean-up) : Retta Davidson, Tom Ferriter, Dave Suding, Fujiko Miller, Chuck Williams, Isis Thomson, M. Flores Nichols, Lureline Weatherly, Martin Korth et Wesley Chun (superviseurs)
- Animation :
  - Animation des personnages : Andreas Deja, Hendel S. Butoy, Dale Baer, Ron Husband, Jay Jackson, Barry Temple, Tom Ferriter, Phillip Young, Phil Nibbelink, Steven Gordon, Doug Krohn, Shawn Keller, Mike Gabriel, Jesse Cosio, Ruben Aquino, Ruben Procopio, Cyndee Whitney, Viki Anderson, George Scribner, David Block, Mark Henn, Charlie Downs, Terry Harrison, Sandra Borgmeyer et David Pacheco
  - Coordinateur animations-clé : Walt Stanchfield
  - Effets spéciaux : Don Paul, Barry Cook, Mark Dindal, Ted Kierscey, Jeff Howard, Kelvin Yasuda, Patrizia Peraza, Bruce Woodside, Scott Santoro, Kimberly Knowlton, Glen Chaika et Allen Gonzales
  - Consultant : Eric Larson
- Montage : James Melton, Armetta Jackson et Jim Koford (film), Kathy Durning (musique)
- Musique :
  - Compositeur : Elmer Bernstein
  - Orchestrations : Peter Bernstein
- Production : Ron Miller ; Joe Hale (délégué) ; Don Hahn et Edward Hansen (direction de production)
- Sociétés de production : Walt Disney Pictures, Silver Screen Partners II
- Société de distribution : Buena Vista Pictures Distribution
- Pays d'origine :  États-Unis
- Langue : anglais
- Format : Couleurs - 35mm - 2,20:1 (Super Technirama 70[1]) - Dolby Stéréo
- Budget : env. 44 millions de USD
- Durée : 80 minutes
- Dates de sortie[2] : 
  - États-Unis : 24 juillet 1985
  - France : 27 novembre 1985

Note : À partir de ce film, la liste des « crédités » au générique devient bien trop longue pour être citée in extenso ici. Nous n'avons donc repris que les principaux contributeurs.

## Distribution

### Voix originales
- Grant Bardsley : Taran (Taram)
- Susan Sheridan : Eilonwy (Eloïse)
- Freddie Jones : Dalben
- Nigel Hawthorne : Fflewddur Fflam (Ritournel)
- Arthur Malet : King Eidilleg (le Roi Bedaine)
- John Byner : Gurgi (Gurki), Doli (Ronchon)
- Eda Reiss Merin : Orddu (Grièche)
- Adele Malis-Morey : Orwen (Goulue)
- Billie Hayes : Orgoch (Griotte)
- Phil Fondacaro : Creeper (Crapaud)
- John Hurt : The Horned King (le Seigneur des Ténèbres)
- John Huston : Narrator (le Narrateur)

### Voix françaises
| - Thierry Bourdon : Taram - Barbara Tissier : Eloïse - Jacques Deschamps : Dalben - Serge Lhorca : Ritournel - Philippe Dumat : le Roi Bedaine - Roger Carel : Gurki, Crapaud - Guy Piérauld : Ronchon - Perrette Pradier : Grièche - Jane Val : Goulue - Béatrice Delfe : Griotte - Jean Violette : le Seigneur des Ténèbres - Jackie Berger : un elfe - Régine Teyssot : une elfe - Georges Atlas, Mario Santini : les gardes - Serge Sauvion : le Narrateur | - Christophe Lemoine : Taram - Chantal Macé : Eilonwy - Philippe Dumat : Dalben - Pierre Baton : Ritournel - Roger Carel : le Roi Bedaine - Éric Métayer : Gurki - Guy Piérauld : Ronchon - Perrette Pradier : Grièche - Marie Vincent : Goulue - Colette Venhard : Griotte - Edgar Givry : Crapaud - Bernard Tiphaine : le Seigneur des Ténèbres - Marine Boiron : un elfe - Donald Reignoux : l'elfe bleu - Pascal Renwick, Jean-Louis Faure : les gardes - Denis Savignat : le Narrateur |

## Box-office américain
- 21,288,692 USD[1],[3]

Le film est sorti en Amérique du Nord le 24 juillet 1985. Deux jours plus tard, le film a également été projeté au Radio City Music Hall de New York. Bien qu'officiellement budgétisé par les dirigeants de Disney à 25 millions de dollars, le directeur de production du film, Don Hahn, a déclaré dans son documentaire, Waking Sleeping Beauty, qu'il en a coûté 44 millions de dollars pour produire le film. Le budget de 44 millions de dollars en faisait le film d'animation le plus cher jamais réalisé à l'époque. Le film a rapporté 21,3 millions de dollars au niveau national, ce qui a entraîné une perte pour Walt Disney Productions et a mis en péril l'avenir du département d'animation (ce qui lui a valu le surnom de « le film qui a presque tué Disney »). Il n'a pas été distribué sous forme de vidéo domestique pendant plus d'une décennie après sa sortie en salles après sa mauvaise performance. Ajoutant l'insulte à l'injure, le film a également été dépassé par Les Bisounours, le film (rapportant 22,9 millions de dollars en Amérique du Nord), sorti quatre mois plus tôt par le studio d'animation canadien beaucoup plus petit Nelvana. Le film connaît cependant plus de succès en dehors de l'Amérique du Nord, notamment en France, où il réalise 3 074 481 entrées et est le cinquième film le plus regardé de l'année.

## Sorties cinéma
Sauf mention contraire, les informations suivantes sont issues de l'Internet Movie Database.

### Premières nationales
- États-Unis : 24 juillet 1985
- Argentine : 25 juillet 1985
- Brésil : 19 septembre 1985
- Royaume-Uni : 11 octobre 1985
- Danemark : 22 novembre 1985
- France : 27 novembre 1985
- Suède : 29 novembre 1985
- Allemagne de l'Ouest : 5 décembre 1985
- Finlande : 13 décembre 1985
- Espagne et Pays-Bas: 19 décembre 1985
- Hong Kong : 20 février 1986
- Portugal : 18 mars 1986
- Italie : 27 mars 1986
- Australie : 8 mai 1986
- Irlande : 27 juin 1986
- Japon : 19 juillet 1986
- Chine : 19 octobre 1986

### Principales ressorties
- France : 26 juillet 1989

## Sorties vidéo
- 1998 - VHS (Belgique) avec recadrage 4/3 et 1er doublage
- 2 avril 1998 - VHS (France) avec recadrage 4/3 et 2e doublage
- 2 avril 1998 - Laserdisc (France) avec format 2.35 et 2e doublage
- 4 août 1998 - VHS (Québec) avec recadrage 4/3 et 1er doublage
- 3 octobre 2000 - VHS (Québec) Collection « Classiques or » avec recadrage 4/3 et 2e doublage
- 3 octobre 2000 - DVD (Québec) Collection « Classiques or » avec format 2.35 4/3 et 1er doublage
- 5 juin 2004 - VHS (France) avec recadrage 4/3 et 2e doublage
- 5 juin 2004 - DVD (France) avec format 2.35 et 2e doublage incluant Donald et la Sorcière
- 14 septembre 2010 - DVD (Québec) Édition 25e anniversaire avec format 2.35 et 2e doublage
- octobre 2010 - DVD (Belgique) Édition Spéciale avec format 2.35 et 2e doublage
- 6 octobre 2010 - DVD (France) Édition Exclusive avec format 2.35 et 2e doublage

Source : Les Grands Classiques de Walt Disney

## Origine et production

### Une production difficile
Les débuts de production de ce film peuvent être remontés à 1971 lorsque la société Disney a acheté les droits d'adaptation cinématographique des Chroniques de Prydain de Lloyd Chudley Alexander. Cette œuvre compte cinq volumes dans le style fantasy,. L'adaptation des livres, comprenant plus de 30 personnages majeurs, a été chronophage jusqu'à la nomination en 1980 de Joe Hale comme producteur. Hale a ainsi augmenté la place du Seigneur des Ténèbres qu'il occupe dans le film par rapport à celle, mineure, qu'il occupe dans l'œuvre originale de Lloyd Chudley Alexander.
Le producteur Ron Miller, qui est aussi le gendre de Walt Disney, autorise la production du film par la nouvelle génération d'animateurs du studio Disney à condition qu'elle fasse ses preuves sur des projets plus classiques. Ce sera le cas avec Les Aventures de Bernard et Bianca (1977) puis Le Petit Âne de Bethléem (1978).
Le film est marqué par plusieurs nouveautés :
- Le film est le premier à utiliser le procédé Animation Photo Transfer (APT)[1] ainsi que les prémices du Computer Animation Production System (CAPS) car les objets des décors ont été numérisés et réutilisés grâce à l'informatique[1].
- C'est le premier film en Super Technirama 70 (format 2,20:1) depuis La Belle au bois dormant
- C'est aussi le premier film d'animation Disney entièrement enregistré en Dolby Stéréo, déjà utilisé simultanément avec le RCA Photophone pour Les Aventures de Bernard et Bianca et Rox et Rouky.
- Il étrenne également le principe du « générique de fin » pour un film d'animation.

En août 1978, Aljean Harmetz du New York Times évoque la sortie de Taram et le Chaudron magique initialement prévue pour 1980 dont le coût de production est déjà de 15 millions d'USD. Durant lété 1981, Art Stevens qui s'est vu confier une charge éditoriale sur Taram, considère ce projet comme aussi ambitieux que Fantasia (1940) en raison de sa plus grande proximité avec la réalité, plus propice aux imperfections visibles par les spectateurs, la sortie du film est prévue pour 1984.
Il annonce un retard de quatre ans minimum avec une sortie en salle pas avant Noël 1984 car le nouveau groupe d'animateurs a besoin de 6 ans pour appréhender les complexes techniques d'animation, non acquises en 1978. En juin 1984, l'entreprise Disney est au milieu d'une guerre financière et la production du film est dans sa phase finale. Après la sortie en demi-teinte du Bossu de Notre-Dame (1996), l'animateur Will Finn précise que Rox et Rouky et Taram et le Chaudron magique avaient une particularité que les films de la période suivante n'ont pas eu, celle de ne pas avoir d'échéance fixe et ils pouvaient être repoussé.
Taram et le Chaudron magique a nécessité 12 années de développement dont cinq de production pour un coût total de 25 millions USD,, mais il n'en rapporta que 21 millions au box-office américain. Le film compte 115 200 images nécessitant chacun 33 étapes de l'esquisse au transfert sur pellicule en passant par le décor, la peinture, l'ajout du son, de la musique. La production nécessite 200 personnes dont 68 animateurs et leurs assistants à plein temps. Ils ont réalisé plus de 2,519 millions de dessins, 400 gallons (1 500 l de peinture et 34 milles (54,72 km) de films.
Malgré des personnages attachants, ce long-métrage est le plus sombre des studios Disney, avec des personnages beaucoup plus effrayants. Sur le plan commercial, il fut un véritable échec lors de sa sortie en 1985 et ne récolta pas le succès escompté. Disney donna même l'impression de vouloir en faire oublier l'existence.
En France, le prologue a été changé, celui présenté ci-dessus est la seconde version. Une première version débutant ainsi avait été réalisé initialement : « Au pays légendaire de Prydain on raconte il était une fois un roi si méchant et si cruel que même les dieux le redoutaient... »
En parallèle de la production du film, les animateurs Disney travaillent sur le film suivant, Basil, détective privé (1986) pour remettre les Studios Disney à flot. Après l'échec commercial de Taram et le Chaudron magique, ils furent obligés de quitter les studios Disney pour rejoindre Bagdasarian Productions et contribuer à la réalisation du film Les Aventures des Chipmunks (1987).
Sur le plan de la forme, ce dessin animé se démarque également des autres productions Disney. L'atmosphère a été perçue comme pesante et sinistre ; certaines scènes ont été jugées effrayantes pour un jeune public, comme celle de l'enlèvement de Tirelire par deux vouivres, par exemple. De ce fait, lors de sa sortie aux États-Unis, la commission de censure américaine a apposé la certification PG (parental guidance) au film, impliquant que les jeunes enfants soient accompagnés d'un adulte. Mais malgré son échec commercial, le film est aujourd'hui disponible en DVD.

### À noter
- Tim Burton fut engagé par Disney comme artiste-concepteur pour Taram et le Chaudron magique. Il imagina une série de monstres pour le dessin animé, mais ceux-ci ne furent finalement pas retenus.
- Ce dessin animé, contrairement à la plupart de ceux réalisés par Disney, ne comporte aucune séquence chantée, ce qui est assez rare pour être souligné.
- L'animation a réutilisé des éléments de Merlin l'Enchanteur (1963), notamment lorsque Moustique part chercher la flèche de Kay dans la forêt. Elle réutilise également un élément de Fantasia (1940) au début du film, et plus particulièrement du segment "Une Nuit sur le Mont Chauve" lors de l'apparition de la première image du Seigneur des Ténèbres dans l'eau.
- Pendant le film, on peut apercevoir la fée Clochette parmi les fées qui aideront Taram.
- L'esthétique du film ainsi que la conception des personnages ont été réutilisées pour la série télévisée Les Gummi.